# Radioactive Man (Les Simpson)
Pour les articles homonymes, voir Radioactive Man.
Radioactive Man (ou L'homme radioactif au Québec) est un super-héros fictif de bande dessinée dans la série télévisée Les Simpson. Il est accompagné d'Atomic Boy (Fallout Boy en version originale ou Petit Becquerel lors de sa première apparition en VF durant la saison 2, Garçon atomique au Québec). Sa célèbre phrase est : « Up and atom! » traduite en français en France par « J'en peux plu-tonium ! » 

## Adaptation fictive
La bande-dessinée Radioactive Man a été adaptée deux fois au cinéma. La première fois dans les années 1970, Dick Richter interprétant Radioactive man. La deuxième fois, Rainier Wolfcastle joue le rôle principal tandis que Milhouse interprète Atomic Boy (épisode Radioactive Man).